# Federica Angeli
Federica Angeli (Roma, 20 ottobre 1975) è una giornalista e saggista italiana.
Cronista di cronaca nera e giudiziaria per il quotidiano la Repubblica, è nota per le sue inchieste sulla mafia romana, in particolare quella attiva a Ostia. Proprio per le sue inchieste vive sotto scorta dal 17 luglio 2013.

## Biografia

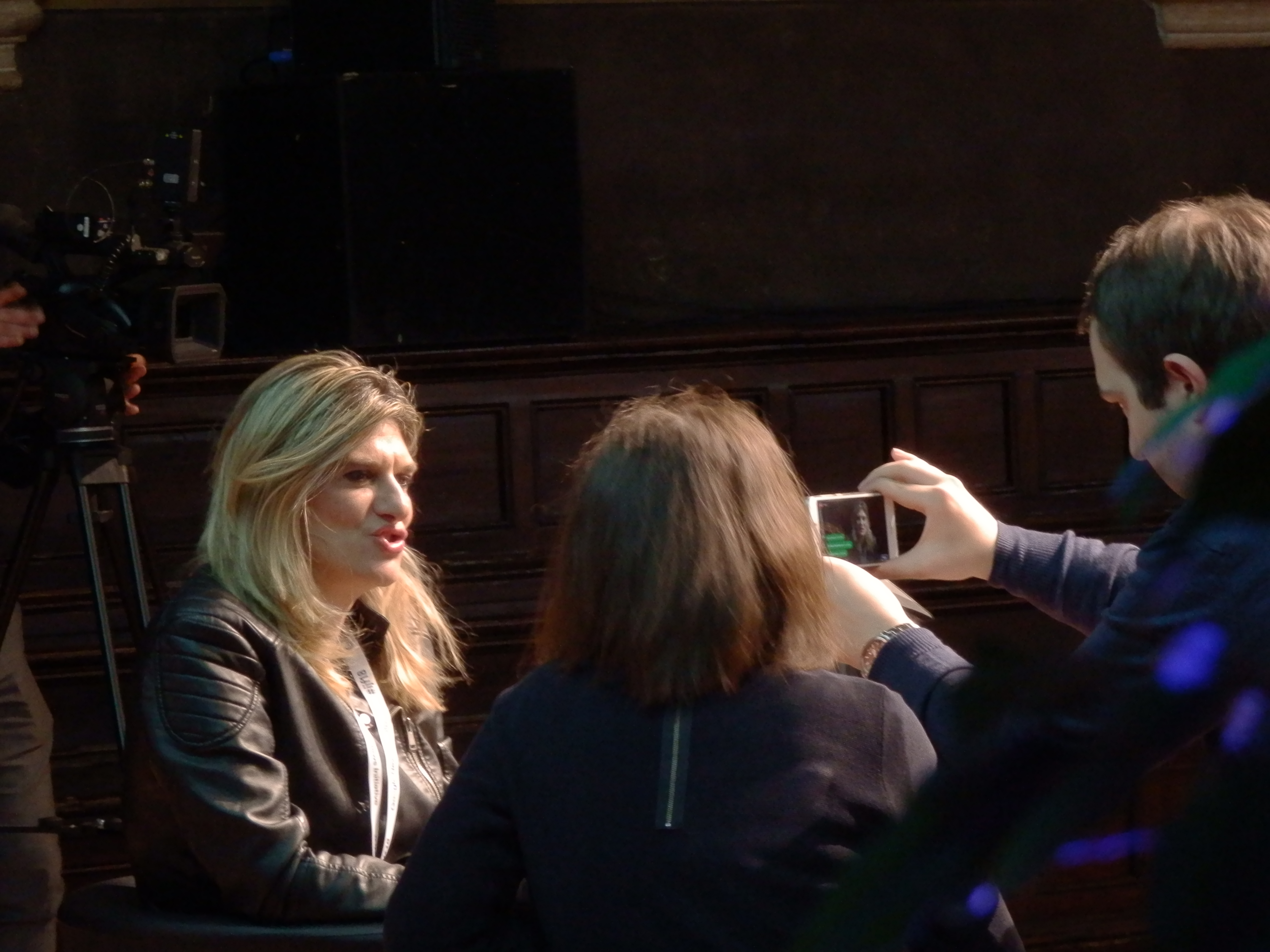
Intervista a Federica Angeli, prima della conferenza "Giornalisti in prima linea e cronisti sotto scorta", Perugia, Sala dei Notari

Nata a Roma nel 1975, si è laureata all'Università degli Studi di Roma "La Sapienza" in Sociologia e successivamente in Giurisprudenza.
Nel 1998 inizia a scrivere per il quotidiano la Repubblica, occupandosi di cronaca nera e giudiziaria, ricoprendo il ruolo di redattrice dal 2005.
In questo periodo mette su famiglia, sposandosi con Massimo Coluzzi e dando alla luce Lorenzo, detto Lollo, Alessandro e Viola.
Come giornalista ha portato avanti diverse inchieste: nel 2011, insieme al collega Marco Mensurati, scrisse un articolo denunciando soprusi nella sede del Nucleo operativo centrale di sicurezza (NOCS) di Spinaceto. Nello stesso articolo si mette in relazione il personale coinvolto con l'operazione nell'ambito del sequestro Soffiantini; durante il blitz culminato nella liberazione di Soffiantini rimase ucciso l'agente speciale Samuele Donatoni, che si presume esser rimasto vittima di fuoco amico. Sulla base dell'inchiesta di Angeli e Mensurati la Procura della Repubblica di Roma aprì anche un'indagine.
Nel 2013 segue il processo in aula, la sentenza di primo grado e le conseguenti dichiarazioni di due carabinieri sul caso riguardante la morte di Stefano Cucchi. Nello stesso anno realizza, insieme a Carlo Bonini, un'inchiesta sul legame tra i vari gruppi della criminalità organizzata di Ostia e la pubblica amministrazione, seguita da un'ulteriore inchiesta giudiziaria sul racket. L'ultima si concluse con una maxi operazione di polizia chiamata Nuova Alba, in seguito alla quale furono arrestate 51 persone appartenenti ai clan Fasciani, Triassi e Cuntrera-Caruana. L'accusa è di corruzione, infiltrazione negli organi amministrativi e nell'assegnazione di alloggi popolari, sottrazione di attività commerciali alle vittime di usura e possibili collegamenti con l'omicidio di Giuseppe Valentino, avvenuto il 22 gennaio 2005 all'interno del suo bar nei pressi di porta Metronia a Roma.
Per il suo lavoro sulla criminalità organizzata ostiense viene minacciata di morte e dal 17 luglio 2013 vive sotto scorta permanente. Il 21 dicembre 2015 le è stato conferito dal Presidente della Repubblica Sergio Mattarella il titolo di Ufficiale dell'Ordine al merito della Repubblica Italiana per il suo impegno nella lotta alle mafie.
Il 25 gennaio 2018 l'operazione Eclisse porta all'arresto di 32 persone appartenenti al clan Spada di Ostia, arrestate con l'accusa di associazione a delinquere di stampo mafioso. Il 19 febbraio 2018, accompagnata dal direttore di la Repubblica Mario Calabresi e dal vicedirettore Sergio Rizzo, testimonia nel processo contro Armando Spada. Il 19 aprile 2018, viene ascoltata dai pubblici ministeri di Roma nell'ambito del cosiddetto “processo Spada” che vedeva coinvolti affiliati del medesimo clan mafioso di Ostia per tentato duplice omicidio.
Il 7 aprile 2018, una busta indirizzata a lei, contenente un proiettile, viene recapitata alla sede romana de Il Fatto Quotidiano.
Nell'ottobre 2020 è stata nominata Delegata alle periferie e alla legalità dal Sindaco di Roma Virginia Raggi.

## Opere
- Cocaparty: storie di ragazzi fra sballi, sesso e cocaina, Bompiani, 2008, ISBN 978-88-452-6009-4.
- Rose al veleno: Storie d'amore e d'odio, Bompiani, 2009, ISBN 978-88-587-0028-0.
- Io non taccio: l'Italia dell'informazione che dà fastidio, Edizioni Cento Autori, 2015, ISBN 978-88-6872-034-6.
- Il mondo di sotto. Cronache della Roma criminale, Castelvecchi, 2017, ISBN 978-88-328-2244-1.
- A mano disarmata. Cronaca di millesettecento giorni sotto scorta, Baldini+Castoldi, 23 aprile 2018, ISBN 978-8893881050.
- Il gioco di Lollo, Baldini+Castoldi, 31 ottobre 2019, ISBN 978-8893882095.
- Roma 2000 anni di corruzione. Dall'Impero romano a Mafia capitale, Baldini+Castoldi, 26 novembre 2020, ISBN 978-8893883542.
- 40 secondi. Willy Monteiro Duarte, la luce del coraggio e il buio della violenza, Baldini+Castoldi, 30 agosto 2022, ISBN 979-1254940075.
- Gli orrori della caserma Levante. Quando l'ossessione per il risultato favorisce il crimine, Baldini+Castoldi, 7 novembre 2023, ISBN 979-1254940877.

## Onorificenze
Il 27 agosto 2020 le è stata conferita la cittadinanza onoraria del comune di Fiorano Modenese «per il coraggioso contributo fornito contro la criminalità organizzata e l’importante dedizione profusa a favore della legalità».

## Nei media
Nel 2019 esce il film A mano disarmata, diretto da Claudio Bonivento, che narra la vicenda biografica di Federica Angeli, interpretata da Claudia Gerini.

## Premi e riconoscimenti
- Premio Passetti Cronista dell’anno 2012 per l’inchiesta[26] sul caso di nonnismo nella caserma del Nocs.
- Premio Passetti Cronista dell’anno 2013 (targa ministero dell’Interno), con un’inchiesta sul commercio ambulante della famiglia Tredicine a Roma
- Premio Donna dell’anno 2014, consegnato dal municipio X di Roma per un’inchiesta sulle attività illegali a Ostia
- Targa al civismo della Regione Lazio per la lotta contro le mafie romane e nel Lazio, 17 luglio 2014
- Medaglia al Premio Bontà, consegnata dal presidente della repubblica Giorgio Napolitano, dicembre 2014
- Premio Donna di Roma 2015, consegnato dal sindaco di Roma Ignazio Marino in occasione dell’8 marzo
- Premio Mario Francese 2015, per l’impegno contro la criminalità organizzata[27]
- Premio conferito da Articolo 21, come simbolo del giornalismo d’inchiesta italiano, maggio 2015
- Premio Falcone e Borsellino, 2016
- Premio Nazionale Paolo Borsellino, 2017[28]
- Premio Arrigo Benedetti - Città di Barga (2017), insieme a Ferruccio de Bortoli[29] per le sue inchieste.
- Premio Estense 2018 per A mano disarmata. Cronaca di millesettecento giorni sotto scorta[30]
- Premio indetto alla memoria di Daphne Caruana Galizia, per aver fatto sentire la voce della verità e della trasparenza[31].
- Premio Marisa Bellisario 2019 per l'Informazione[32]